# Tone Svetina
Tone Svetina, slovenski pisatelj, kipar in zgodovinar, * 15. november 1925, Bled, † 14. april 1998, Bled.

## Življenje
Rodil se je očetu Antonu, lovskemu čuvaju, in materi Marjeti, rojeni Jereb. Osnovno šolo je obiskoval na Bledu v letih 1934–1938. Šolanje je v letih 1938–1942 nadaljeval na gimnaziji v Kranju in na Jesenicah. Februarja 1943 je bil mobiliziran v nemško vojsko in bil poslan v Francijo. Decembra istega leta je iz Münchna prebegnil v Slovenijo in se priključil narodnoosvobodilni vojski (NOV). Postal je partizan Prešernove brigade in v jurišnem bataljonu 31. divizije sodeloval v bojih na Gorenjskem in Primorskem. Dvakrat je bil ranjen. Dosegel je čin kapetana 1. stopnje, nato pa še čin rezervnega majorja. Med letoma 1945 in 1947 je bil priključen enotam Korpusa narodne obrambe Jugoslavije (KNOJ). Obiskoval je partijsko šolo pri Centralnem komiteju Komunistične partije Slovenije (CK KPS). Od leta 1948 do 1952 je delal na ministrstvu za gospodarstvo kot načelnik personalne službe. Leta 1952 se je poročil in leta 1954 dobil sina Vojka (táko je bilo očetovo partizansko ime). Žena Vera je pustila službo, mu lektorirala in prepisovala rokopise. Od leta 1952 do 1966 je bil zaposlen pri Gozdnem gospodarstvu na Bledu, kjer je bil vodja organizacijsko-kadrovskega sektorja. Ob delu je obiskoval Srednjo ekonomsko šolo v Kranju, kjer je leta 1958 maturiral in se vpisal na Filozofsko fakulteto v Ljubljani v prvi letnik študija filozofije in pedagogike, a študija ni nadaljeval. Leta 1965 se je invalidsko upokojil. Umrl je leta 1998 na Bledu, kjer je tudi pokopan.
Bil je eden prvih, ki je v knjigi Ukana javno spregovoril in natančneje pisal o pobojih slovenskih domobrancev, že pred letom 1969. Njegovo knjigo je kot osebno darilo dobil tudi Tito.
Bil je navdušen lovec in planinec. Med letoma 1970 in 1979 je bil urednik revije Lovec. Prijateljeval je in hodil na lov tudi s Titom ter drugimi visokimi jugoslovanskimi politiki, kar mu je omogočilo vpogled v arhive Udbe, kjer je našel gradivo za svoje vojne romane. Srečevali so se v njegovem domu, kjer so obiskovalci v spominsko knjigo zapisali svoje misli ter vtise.

## Delo

### Pisatelj
Svetina je pisal dela z lovsko, planinsko (alpinistično) in vojno tematiko. Zanj so značilna dolga, epska dela s številnimi osebami in prizorišči, napisal pa je tudi več krajših povesti in črtic. Veliko njegovih del je ostalo neobjavljenih, nekaj jih je izšlo posthumno.

#### Planinska literatura
Svojo literarno pot je začel med partizani, ko je napisal nekaj pesmi in recitiral na mitingih. Po letu 1945 je v revijah Lovec in Planinski vestnik objavljal svoja doživetja z lovsko in planinsko tematiko. Leta 1951 je v Planinskem vestniku objavil prvo črtico, Nesreča v Triglavski steni, kjer je opisal nesrečo svojega alpinističnega prijatelja, pisatelja Ivana Bučerja, ki je leta 1950 padel v navezi z njim v Triglavski severni steni in preminul po spletu nesrečnih okoliščin dva dni pozneje. Samostojno je izdal planinsko povest Lovčeva hči (1957), ljubezensko zgodbo med socialno neenakim parom po vzoru ljudske pripovedke, in zbirko ljudskih in planinskih pripovedk Orlovo gnezdo (1963), po smrti pa so mu izdali lovske črtice in zgodbe v zbirki V kraljestvu zlatoroga (2007). Planinsko tematiko je obdelal v alpinističnem romanu Stena (1973), posvečenem alpinistoma Ivanu Bučerju in Jožu Čopu, ki je s Pavlo Jesih preplezal triglavsko severno steno (po njem se imenuje Čopov steber), govori pa tudi o alpinistu Klementu Jugu, ki je v severni steni umrl. Samostojno je izdal tudi planinski roman Ugaslo ognjišče (1974), katerega osnutek je že objavil v zbirki Orlovo gnezdo.

#### Vojni romani
Njegovo najpomembnejše, najobsežnejše in najbolj popularno delo je roman Ukana, izdan v petih delih (v letih 1965, 1967, 1969, 1985 in 1987). Ukana je bila prvotno mišljena kot trilogija. V njej je obravnaval NOB na Gorenjskem v letih 1943-1945 ter odlomke iz povojne zgodovine. Bil je kritičen do dejanj, storjenih med vojno s strani partizanov, ter obravnaval več skritih tem povojne zgodovine (povojni poboji, Goli otok), zato je roman uspel objaviti predvsem zaradi prijateljevanja z visokimi državnimi funkcionarji. Delo je poleg Kranjčevega Za svetlimi obzorji in Kavčičevih Žrtev poskus slovenske epopeje oz. "velikega teksta", nekateri publicisti pa ga označujejo kot prvi »partizanski vestern«.
Za roman Ukana je leta 1970 prejel nagrado Prešernovega sklada. Dobil je še Kajuhovo nagrado, Prešernovo nagrado Gorenjske, plaketo JLA in plaketo Varnosti SRS.
Ukana je prevedena v srbohrvaščino, češčino, ruščino in v odlomkih še v poljščino, predelana v radijsko igro in slikanico, dramatizirana za gledališče in televizijo ter bila med najbolj branimi literarnimi deli v Sloveniji. Kot posledica izrednega bralskega uspeha sta izšli nadaljevanji. Ukana IV (1985), ki opisuje povojni socialni razvoj v Sloveniji z drugimi glavnimi osebami, govori o nastanku vojnega romana Ukana, zato ga je avtor podnaslovil kot roman o romanu, dve leti pozneje pa je izdal še peti del (1987), v katerem osebe iz Ukane pridejo na počitnice.
Roman Volčiči (1980), ki govori o otrocih s Kozare, je bil tudi filmsko uprizorjen. V zapuščini je verjetno ostal načrtovani vohunski roman Agent Alfa.

### Publicist in zgodovinar
Dogodke iz NOB je popisal v listu Železar (1955) in v reviji Borec (1957–1959). Zgodovinska knjiga Rdeči sneg Triglava je kroniko NOB v blejsko-bohinjski kotlini. Pisal je še o lovski etiki, zgodovini lova in ribolova, planinstvu, biografijam planincev in ocenam partizanskih pričevanj.

### Kipar
Njegove skulpture iz varjenega železa, predvsem iz drobcev granat in drugega orožja, imajo protivojno sporočilo. Je avtor več spomenikov NOB po Sloveniji in Jugoslaviji, ena njegovih večjih skulptur je v Richmondu v ZDA. Tudi v grafikah prikazuje vojne motive. Njegova umetniška dela so pogosto prikazana na naslovnicah njegovih knjig. Imel je preko 40 samostojnih razstav, med drugim v Mestni galeriji Ljubljana, v Galeriji doma JNA v Beogradu in Pulju ter v muzeju Deutz v Kölnu, sodeloval pa je tudi na skupinskih razstavah, večkrat je razstavljal s sinom Vojkom. Dela je imel razstavljena tudi v svoji galeriji na Bledu. Skulpture je predstavljal v večjezičnih katalogih, fotografije skulptur pa je opremil z naslovom in poetično mislijo.

### Romani
- Lovčeva hči, 1957 – planinska povest (COBISS)
- Ukana I-III, 1965, 1967, 1969 – vojni roman (COBISS)
- Stena, 1973 – alpinistični roman (COBISS)
- Ugaslo ognjišče, 1974 – planinski roman (COBISS)
- Ognjeni plaz, 1977 – vojni roman, kronika (COBISS)
- Volčiči, 1980 – vojni roman (COBISS)
- Med nebom in peklom I-II, 1982 – vojni roman v dveh delih (COBISS)
- Ukana IV: Roman o romanu, 1985 – vojni roman (COBISS)
- Ukana V: Enigma Alfa, 1987 – vojni roman (COBISS)
- Ljubezen – trojanski konj, 1988 – vojni roman (COBISS)
- Črna srna: Kratek roman, 1991 – vojni roman (COBISS)

### Kratka proza
- Orlovo gnezdo, 1963 – zbirka ljudskih in planinskih pripovedk (COBISS)
- V kraljestvu zlatoroga: Lovske črtice in zgodbe, 2007 (COBISS)

### Dokumentarna literatura
- Partizanski zapiski 1943-1945, 2010 (COBISS)
- Rdeči sneg Triglava: Kronika narodnoosvobodilnega boja v blejsko-bohinjski kotlini 1941-1945, 1970 (COBISS)
- O boju, porazih in zmagi: Razmišljanje ob vojnozgodovinskem romanu Ukana, 1971 (COBISS)

### Katalogi
- Poezija upora, 1972 (COBISS)
- Vojna proti vojni, 1982 (COBISS)
- Vojna vojni: Kiparstvo Toneta Svetine, 1988 (COBISS)

### Drugo
- Ukana: Radijska igra, 1975 (COBISS)
- Ukana: Slikanica, 1977 (COBISS)

## Nekateri spomeniki
- Spomenik djeci koja se nisu vratila iz rata. Ranjena Ptica, 1983 Podgradci, Kozara, RS.https://mondo.ba/Info/Drustvo/a1147956/istorijski-cas-kod-Ranjene-ptice-u-spomen-na-stradanje-na-Kozari.html
- Grobnica NOB, 1949, Porezen, Geopedia.si Arhivirano 2017-07-29 na Wayback Machine.

- Spomenik borcem in žrtvam NOB, 1971, Križe pri Tržiču (drugi avtor: Marjan Šorli, 1956)
- Spomenik padlim borcem 3. bataljona Prešernove brigade, 1974, Goreljek (drugi avtor: Edvard Ravnikar, 1956), Geopedia.si Arhivirano 2017-07-29 na Wayback Machine.
- Spomenik borcem Gubčeve brigade, 1973, Trebnje, Geopedia.si Arhivirano 2017-07-29 na Wayback Machine.
- Spomenik borbi in delu, 1975, Domžale, Geopedia.si Arhivirano 2017-07-29 na Wayback Machine.
- Spomenik NOB na Gmajni, 1975, Kozana, Geopedia.si Arhivirano 2017-07-29 na Wayback Machine.
- Spomenik padlim delavcem tovarne Veriga, 1977, Lesce, Geopedia.si
- Spomenik NOB, 1977, Bojanja vas (druga avtorja: Milan Bajc, Vinko Kepic), Geopedia.si Arhivirano 2017-07-29 na Wayback Machine.,
- Spomenik padlim borcem NOB in žrtvam vojnega nasilja, 1979, Erzelj, Geopedia.si Arhivirano 2017-07-29 na Wayback Machine.
- Spomenik osvoboditvi Primorske, 1980, Solkan Geopedia.si Arhivirano 2017-07-29 na Wayback Machine.
- Spominsko znamenje NOB v Zobavi, 1981, Špitalič, Geopedia.si Arhivirano 2017-07-29 na Wayback Machine.
- Spomenik NOB, Poljče, Geopedia.si Arhivirano 2017-07-29 na Wayback Machine.
- Spomenik NOB, Lipa pri Komnu,
- Spomenik na stavbi bivše tovarne Almira v Radovljici, 1973